# Mixed-Up Confusion
«Mixed-Up Confusion» es una canción del músico estadounidense Bob Dylan. La canción fue grabada con una banda de acompañamiento el 14 de noviembre de 1962 durante las sesiones de grabación del álbum The Freewheelin' Bob Dylan, pero no fue incluida en el álbum. La canción, respaldada por «Corrina, Corrina» como cara B, supuso el primer lanzamiento discográfico de Dylan, con número de catálogo 4-42656, el 14 de diciembre de 1962. Según Oliver Trager, Dylan escribió la canción en un taxi en camino a los Columbia Studios para la sesión de grabación.
La canción fue posteriormente incluida en la caja recopilatoria Biograph en 1985. Una toma diferente y previamente inédita apareció previamente en el recopilatorio Masterpieces en 1978.

## Personal
- Bob Dylan: voz, guitarra y armónica
- George Barnes: guitarra
- Bruce Langhorne: guitarra
- Dick Wellstood: piano
- Gene Ramey: bajo
- Herb Lovelle: batería